# Hu Yaobang
Hu Yaobang (Liuyang, 20 november 1915 – Beijing, 15 april 1989) was een Chinees politicus van de Communistische Partij van China (CCP), die streefde naar economische en politieke hervormingen in China. Zijn dood in 1989 leidde tot het Tiananmen-protest.

## Biografie
Hu Yaobang was als tiener betrokken bij de communistische revolutie in China. Hij werd hiervoor ter dood veroordeeld, maar hij werd gespaard door tussenkomst van de communistische leider Tan Yubao. Wel moest Yaobang, vanwege zijn loyaliteit aan Mao Zedong, deelnemen aan de Lange Mars. Hu Yaobang bleef ondanks wantrouwen van de leiders trouw aan het communisme en probeerde zich regelmatig te bewijzen. Hij was onder andere betrokken bij de slag bij de rivier Xiang tussen het Rode Leger en de Kwomintang.
Als politicus bekleedde Yaobang verschillende functies. Zo was hij lid van het Nationaal Volkscongres, voorzitter van de Communistische Partij, en van 1982 tot 1987 secretaris-generaal van deze partij. Een van zijn belangrijkste acties was het eerherstel van de mensen die waren vervolgd tijdens de Culturele Revolutie. Hij was ook voorstander van een meer pragmatisch politiek beleid tegenover Tibet na een bezoek aan dit land in mei 1980. Zo gaf hij veel Han-Chinezen in Tibet het bevel te vertrekken en stond hij erop dat de achterblijvers Tibetaans zouden leren.
In 1987 werd Hu gedwongen op te stappen als secretaris-generaal omdat hij niet efficiënt genoeg zou hebben opgetreden tegen de studentenprotesten eind 1986.

## Hervormer overheidsbeleid
Hu Yaobangs machtsstijging werd ontwikkeld door Deng Xiaoping, en Hu steeg naar de hoogste niveaus van de partij nadat Deng Hua Guofeng als de 'belangrijkste leider' van China had ontheemd. In 1980 werd Hu secretaris-generaal en werd hij verkozen in het machtige Permanent Comité van het Politburo. In 1981 werd Hu partijvoorzitter, maar hielp hij de positie van de fractievoorzitter in 1982 afschaffen, als onderdeel van een bredere poging om China af te scheiden van de maoïstische politiek. De meeste functies van de voorzitter werden overgeheveld naar de functie van Hu. Dengs verplaatsing van Hua Guofeng markeerde de consensus van de partijleiding dat China de strikte maoïstische economie zou moeten opgeven ten gunste van een meer pragmatisch beleid, en Hu regisseerde veel van de pogingen van Deng om de Chinese economie te hervormen.
Tegen 1982 was Hu de op een na machtigste persoon in China, na Deng. Gedurende het laatste decennium van de carrière van Hu promoveerde hij de rol van intellectuelen als fundamenteel voor China's verwezenlijking van de vier moderniseringen.
Tijdens de vroege jaren 1980, verwees Deng naar Hu en Zhao Ziyang als zijn 'linker- en rechterhanden'. Nadat hij de functie van algemeen secretaris op zich had genomen, promootte Hu verschillende hervormingen, vaak samenwerkend met Zhao. De uiteindelijke doelen van Hu's hervormingen werden soms vaag gedefinieerd. Hu probeerde het politieke systeem van China te hervormen door: te eisen dat kandidaten rechtstreeks worden gekozen om het Politburo binnen te gaan; meer verkiezingen houden met meer dan één kandidaat; toenemende transparantie van de overheid; toenemende openbare raadpleging alvorens het partijbeleid te bepalen; en, in de mate dat overheidsfunctionarissen direct verantwoordelijk zouden kunnen worden gehouden voor hun fouten.
Tijdens zijn ambtsperiode probeerde Hu de mensen te rehabiliteren die werden vervolgd tijdens de Culturele Revolutie. Veel Chinezen denken dat dit zijn belangrijkste prestatie was. Hij was ook voorstander van een pragmatische beleid in Tibet na het realiseren van de fouten van het vorige beleid. Hij beval de terugtrekking van duizenden Chinese Han-kaderleden uit de Tibetaanse autonome regio na een bezoek van de stad aan de regio in mei 1980, in de overtuiging dat Tibetanen de bevoegdheid zouden moeten krijgen om hun eigen zaken te regelen. De overgebleven Han-Chinezen moesten Tibetaans leren.
Hij formuleerde zes vereisten om de 'bestaande omstandigheden' te verbeteren, waaronder de toename van overheidsgelden voor de autonome regio, verbeteringen in het onderwijs en 'inspanningen om de Tibetaanse cultuur nieuw leven in te blazen'. Tegelijkertijd verklaarde Hu dat 'alles wat niet geschikt is voor de voorwaarden van Tibet moet worden afgewezen of gewijzigd'. Hu maakte er een punt van expliciet excuses aan Tibetanen te bieden voor de misvattingen van de regio in China tijdens deze reis.
Hu reisde vaak als algemeen secretaris, hij bezocht 1500 individuele districten en dorpen om het werk van de lokale ambtenaren te inspecteren en om contact te houden met het gewone volk. Toen hij 65 jaar was, volgde Hu de route van de Lange Mars en maakte van de gelegenheid gebruik om afgelegen militaire basissen in Tibet, Xinjiang, Yunnan, Qinghai en Binnen-Mongolië te bezoeken en te inspecteren.

## Dood en nasleep
Op 15 april 1989 stierf Hu aan een hartaanval. Na zijn dood groeide de druk van het volk op de Communistische Partij om hem een staatsbegrafenis te geven om zo zijn werk te erkennen. Op 22 april 1989 marcheerden 50.000 studenten naar het Tiananmenplein om de begrafenis bij te wonen en een petitie aan te bieden aan premier Li Peng.
De Communistische Partij reageerde volgens betogers echter te langzaam met het regelen van de begrafenis. Daarom begonnen mensen zelf al met de periode van nationale rouw. Dit mondde uiteindelijk uit in het Tiananmen-protest, waarbij opgeroepen werd voor vrijheid van meningsuiting en een einde van het nepotisme in het land.
Na Hu’s begrafenis werd zijn lichaam gecremeerd, en de as begraven bij Gongqing Chen.
- Bibsys: 90801255
- Bibliothèque nationale de France: cb125068348 (data)
- CiNii: DA13322087
- Gemeinsame Normdatei: 118873199
- International Standard Name Identifier: 0000 0001 0078 152X
- Library of Congress Control Number: n82001330
- Bibliotheek van het Japanse parlement: 00622899
- Nationale Bibliotheek van Tsjechië: jx20140423002
- Nationale bibliotheek van Australië: 36730211
- Nationale en Universitaire bibliotheek Zagreb: 000173334
- Nederlandse Thesaurus van Auteursnamen: 06858718X
- Réseau des bibliothèques de Suisse occidentale: 02-A009055330
- Système universitaire de documentation: 034299270
- Trove: 265762
- Virtual International Authority File: 362149196261174790419